# Peuples anatoliens
Les peuples anatoliens étaient un groupe de différents peuples indo-européens du Proche-Orient, caractérisé par l’utilisation des langues anatoliennes. Ils font partie des groupes ethnolinguistiques indo-européens les plus anciens et les plus archaïques, car les Anatoliens figuraient parmi les premières branches des peuples Indo-Européens à se séparer de la communauté proto-indo-européenne originale, elle-même à l’origine des différents peuples indo-européens,.

## Histoire

### Origines

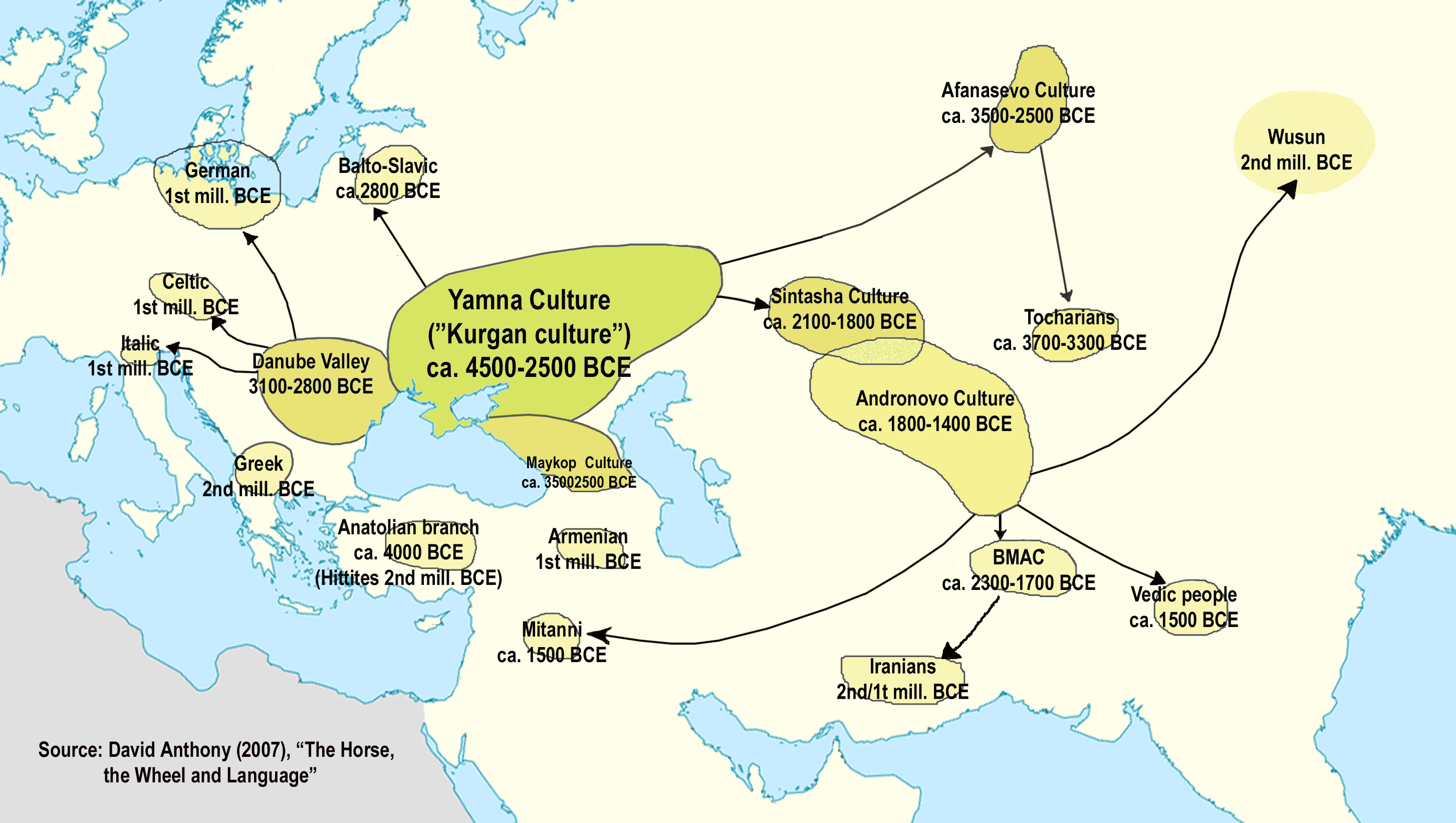
Représentation des telles que décrites dans de David W. Anthony

Avec les Proto-Tokhariens, qui ont migré vers l’est, les Anatoliens ont représenté les premières vagues connues d’émigrants indo-européens en provenance de la steppe eurasienne. Il est probable qu’ils ont atteint le Proche-Orient en arrivant par le nord, via les Balkans ou le Caucase, en -3000 avant J.-C.,,. Cette migration reste toutefois à prouver d’un point de vue archéologique,. Bien qu’ils aient disposé de chars, ils ont probablement émigré avant que les Indo-Européens aient appris à s’en servir,. La comparaison entre les termes agricoles hittites et ceux des autres sous-groupes indo-européens signifie que les peuples anatoliens se sont séparés des autres groupes indo-européens avant l’établissement d’une nomenclature agricole commune, ce qui suggère qu’ils sont arrivés au Proche-Orient dans un seul mouvement, en formant une entité homogène.
Les peuples anatoliens étaient des intrus dans une région où la population locale avait déjà fondé des villes, établi des bureaucraties instruites et instauré ses cultes propres. Une fois arrivés dans la région, les cultures des populations locales, et particulièrement des Hattis, les ont influencés de manière importante en termes linguistiques, politique et religieux. Christopher I. Beckwith suggère que les peuples anatoliens se sont d’abord imposés en Anatolie, après avoir été enrôlés par les Hattis pour combattre contre les groupes indo-européens qui les avaient envahis.

### Âge du bronze

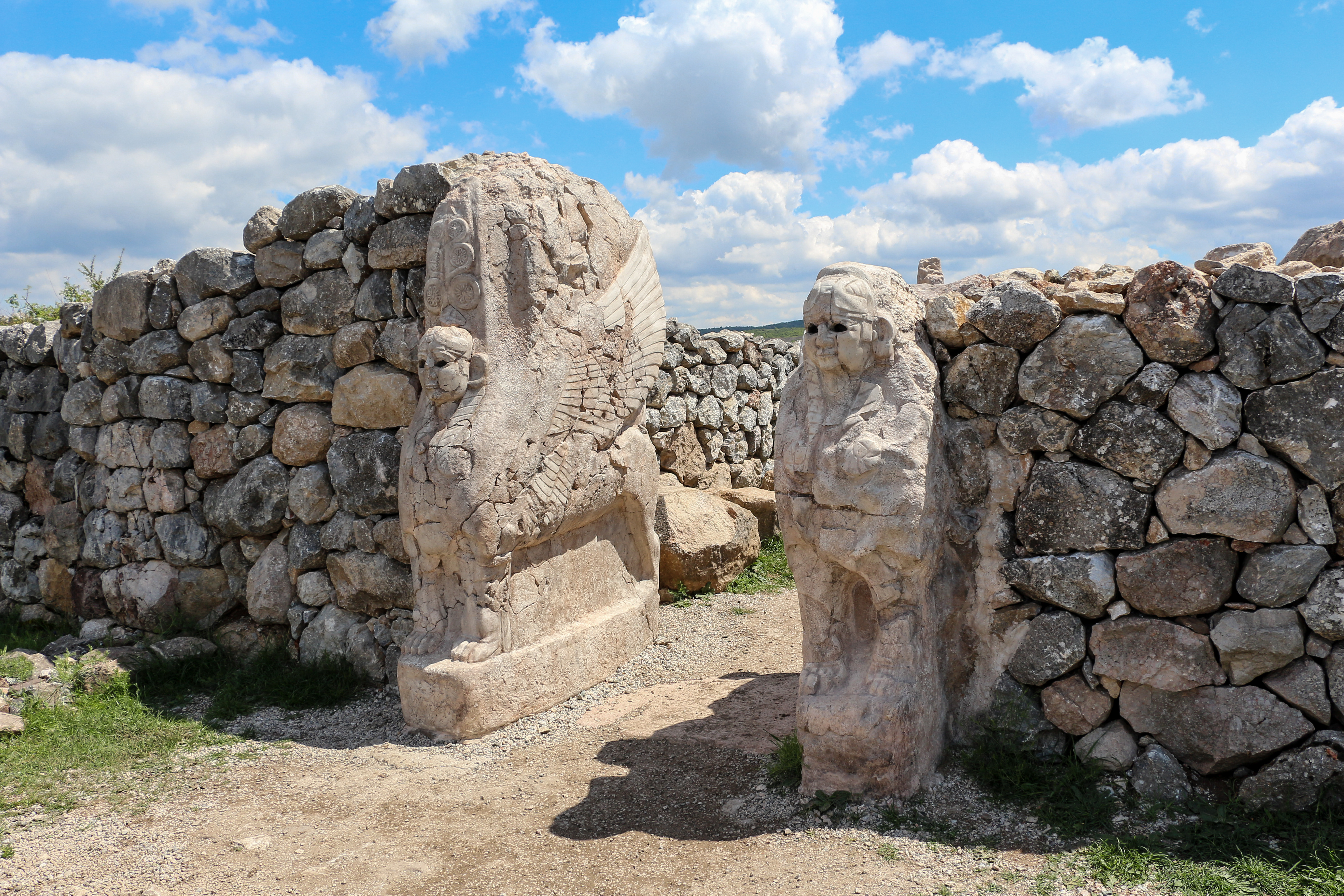
Porte des Sphinx à Hattusa, capitale de l’empire hittite.

Les premières attestations linguistiques et historiques des peuples anatoliens sont des noms mentionnés dans des textes commerciaux assyriens datant du XIXe siècle av. J.-C. à Kanesh,. Kanesh était à l'époque le centre d'un réseau de marchands assyriens, chargés de surveiller le commerce entre l'Assyrie et les États belligérants. Cela a certainement renforcé le pouvoir des peuples anatoliens qui résidaient dans la ville.
Les Hittites sont de loin le peuple le plus célèbre d’Anatolie. Se désignant à l'origine sous le nom de Neshites d'après leur capitale à Kanesh (qu’ils avaient prise pendant un certain temps aux Hattis), les Hittites s’emparèrent de la capitale hatti Hattusa. Par la suite, la langue hittite a progressivement supplanté le hatti en tant que langue prédominante en Anatolie. Avec l’union de plusieurs royaumes hattis indépendants en Anatolie, les Hittis ont commencé à établir un empire du Moyen-Orient au XVIIe siècle av. J.-C.. Ils pillèrent Babylone, prirent d’assaut les villes assyriennes et combattirent l’Empire Égyptien lors de la Bataille de Qadesh, la plus grande bataille de chars de l’Antiquité. Leur empire disparut avec l'effondrement de l'âge du bronze au XIIe siècle av. J.-C. Comme le hittite était la langue de l’élite, celle-ci disparut en même temps que l’empire.
Les Louvites, autre peuple d’Anatolie, ont migré vers le sud-est de l’Anatolie au début de l’Âge du bronze. Contrairement au hittite, la langue louvite ne contient aucun mot emprunté au hatti, ce qui indique qu’elle était originellement parlée en Anatolie de l’ouest. Les Louvites occupaient une grande région et leur langue était toujours parlée après la chute de l’empire hittite.

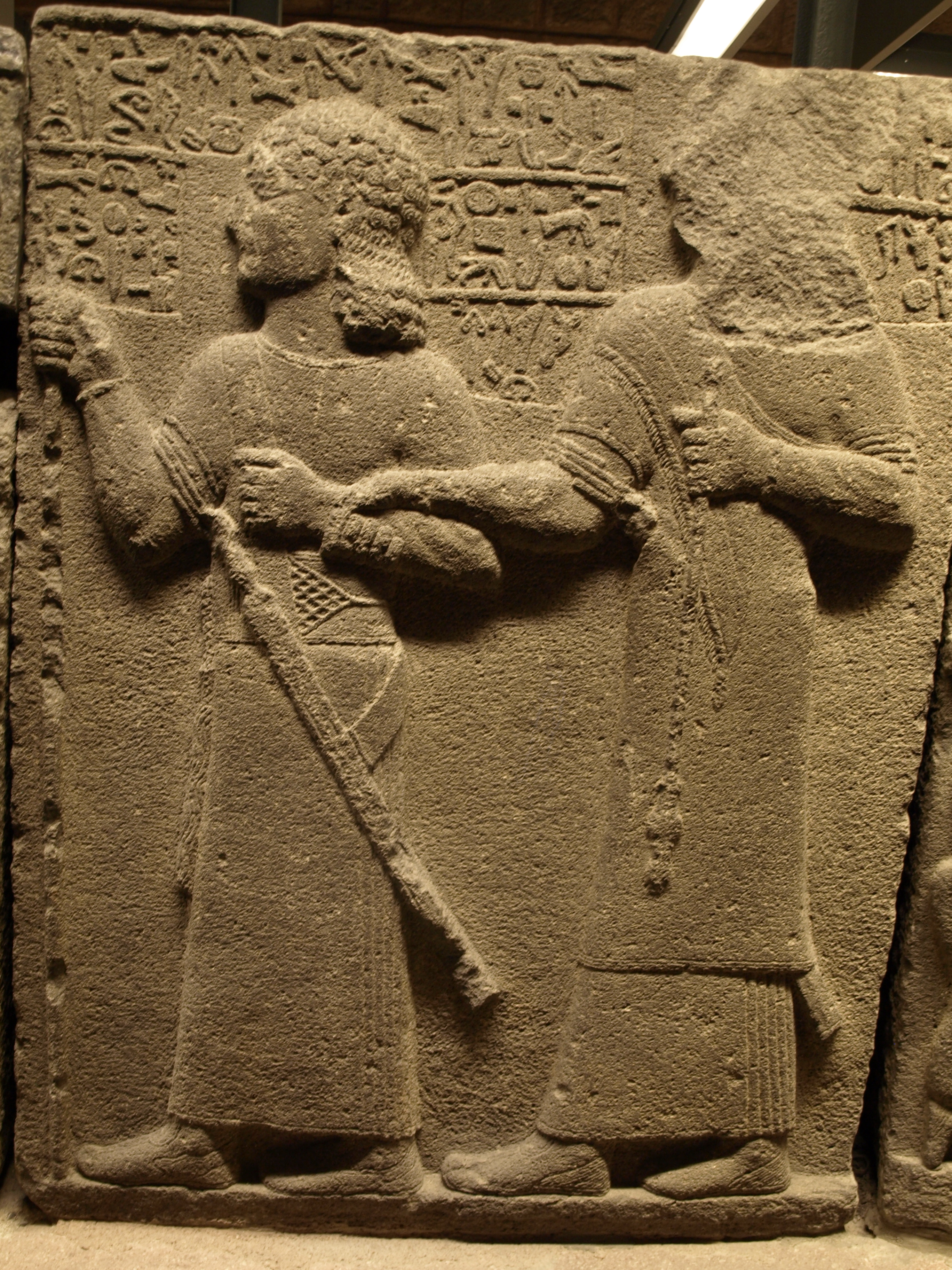
Relief de et,, dirigeants de Karkemish, un État néo-hittite (malgré leur nom, les Néo-hittites étaient majoritairement Louvites et non Hittites).

Le groupe anatolien le moins connu était le peuple de Pala (en), qui résidait dans la région de Pala, dans le nord de l’Anatolie. Cette région avait probablement déjà été occupée par les Hattis. Ce peuple pourrait avoir disparu avec l’invasion des Gasgas au XVe siècle av. J.-C..

### Âge du fer
À la suite de l’effondrement de l'âge du bronze, quelques petits royaumes néo-hittites résistèrent jusqu’au VIIIe siècle av. J.-C. Plus tard, durant l’âge du fer, certaines langues anatoliennes étaient toujours parlées par les Lyciens, les Lydiens, les Cariens, les Pisidiens ainsi que plusieurs autres peuples. Ces langues se sont éteintes pendant l’époque hellénistique, au IIIe siècle av. J.-C., bien que certains vestiges aient survécu plus tardivement. L’isaurien (en) pourrait avoir survécu jusqu’à l’Antiquité tardive, avec la découverte d’inscriptions funéraires datées jusqu’au Ve siècle av. J.-C.

## Culture

### Loi
Les lois anatoliennes les plus connues étaient les lois hittites, qui faisaient office de jurisprudence. Ces lois étaient organisées en huit groupes principaux, différents selon leur sujet. Les lois hittites allaient généralement à l’encontre de la peine de mort. En effet, la peine usuelle pour les infractions graves pouvait varier de l’esclavage aux travaux forcés. Cependant, pour certains cas très graves, la peine de mort était exceptionnellement appliquée.

## Liste

Régions d’Anatolie/d’Asie Mineure à la fin de l’Âge du bronze (vers 1200 av. J.-C.) avec les principales agglomérations.

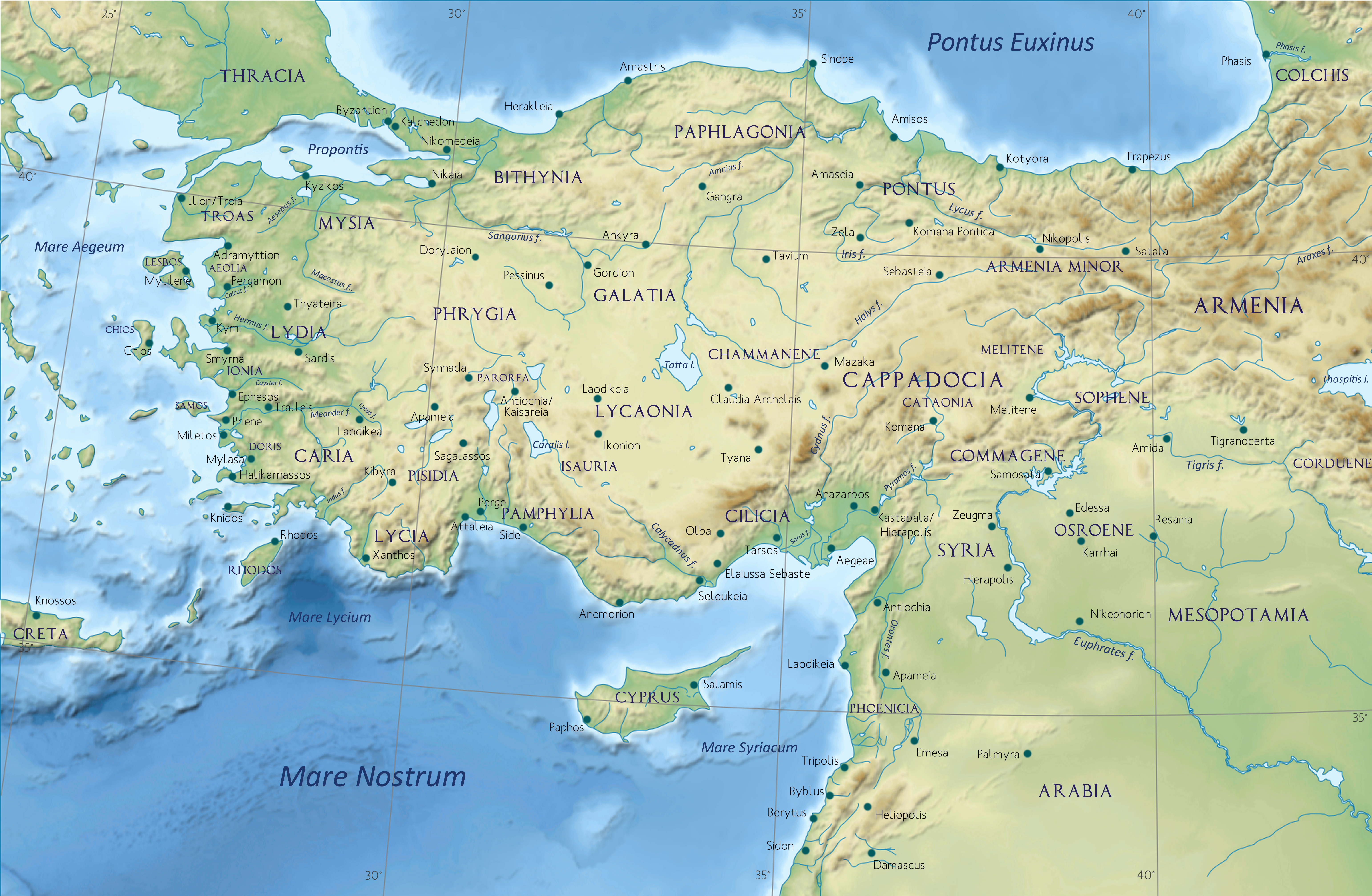
Anatolie/Asie Mineure à l’époque gréco-romaine. Les régions antiques et leurs principales agglomérations (vers 200 av. J.-C.).

- Hittites
  - Cappadociens ?
  - Cataoniens ?
  - Leucosyriens (en) ?
  - Pontiques ?
- Louvites (peuple) (en) (parlant le louvite)
  - Cariens
  - Cilicie
  - Commagéniens ?
  - Isauriens
  - Lélèges ?
  - Lycaoniens
  - Lyciens/Termilai
  - Lydiens/Maiones
  - Milyens
  - Mysiens ?
  - Pamphyliens
  - Philistins ?
  - Pisidiens
  - Peuple de Sidé
  - Telchines ?
  - Troyens
- Peuple de Pala (en)
  - Caucones ?
  - Paphlagoniens
    - Mariandynes

## Sources
- David W. Anthony, The Horse, the Wheel, and Language: How Bronze-Age Riders from the Eurasian Steppes Shaped the Modern World, Princeton University Press, 2007 (ISBN 978-0-691-05887-0)
- Christopher I. Beckwith, Empires of the Silk Road: A History of Central Eurasia from the Bronze Age to the Present, Princeton University Press, 2009 (ISBN 1-4008-2994-1, lire en ligne)
- Benjamin W. Fortson, IV, Indo-European Language and Culture: An Introduction, John Wiley & Sons, 2011 (ISBN 1-4443-5968-1, lire en ligne)
- Hans Heinrich Hock et Brian Daniel Joseph, Language History, Language Change, and Language Relationship: An Introduction to Historical and Comparative Linguistics, Walter de Gruyter, 1996 (ISBN 3-1101-4784-X, lire en ligne)
- J. P. Mallory, Encyclopedia of Indo-European Culture, Douglas Q. Adams, 1997 (ISBN 1884964982, lire en ligne)
- H. Craig Melchert, The Position of Anatolian, 2012 (lire en ligne [archive du 9 juillet 2010])
- Sharon R. Steadman et Gregory McMahon, The Oxford Handbook of Ancient Anatolia: (10,000–323 BCE), Oxford University Press, 15 septembre 2011 (ISBN 978-0-19-537614-2, lire en ligne)